# Favorit (zámek)
Favorit (dříve Mes idées) je lovecký zámeček uprostřed obory mezi Šindelovou a Jindřichovicemi v Krušných horách. Je chráněn jako kulturní památka České republiky.
Zámeček je prostřednictvím společnosti Zámek Favorit ve vlastnictví čečenských miliardářů z podnikatelského klanu Bažajevových, blízkých okruhu prezidenta Ruské federace – Mavlita a Mansura Bažajevových. Objekt chátrá a je veřejnosti nepřístupný.

## Historie
Již roku 1737 je v inventáři sokolovského panství Nosticů evidována obora, která zapůsobila především na Marii Alžbětu, rozenou Kolovratovou, manželku Františka Antonína Nostice. Ten zde nechal roku 1769 postavit zámeček v rokokovém stylu a věnoval jej své manželce. Jan Nostic nechal na místě zámečku později vybudovat nový pseudobarokní zámecký komplex. K prvním stavebním úpravám došlo již kolem roku 1800, roku 1820 je doložena kaple v levém křídle. Na konci 19. století zahájil Ervín Nostic výstavbu nového reprezentativního komplexu. Roku 1899 byl původní zámek téměř zbořen a na jeho místě byl v letech 1904–1906 vystavěn obdobný zámek, i když pouze v základních obrysech. Autorem projektu byl významný mnichovský profesor a architekt Emanuel Seidl, který plány zámku vypracoval na podzim 1903. Stavbu provedla stavební firma Christi & Rädler ze Sokolova. V následujících letech vznikaly další objekty. Byla zrekonstruována vedlejší budova, vznikla stavba tzv. cizineckého domu, který přiléhá vně k jednomu z křídel. Zároveň byl u brány postaven objekt myslivny. Jako celek byl zámek stavebně dokončen roku 1914. V majetku Nosticů zůstal zámek do roku 1945, kdy jim byl zkonfiskován. Poté připadl státním lesům, které zde měly internát a učňovskou školu. Od roku 1953 to bylo středisko pro rekreaci mládeže a tyto socialistické experimenty pokračovaly až do roku 1990. Poté se veškeré objekty zámku dostaly do vlastnictví rodiny Bažajevových, ruských oligarchů čečenského původu. Od té doby je zámek pro veřejnost nepřístupný.

## Popis
Jedná se o komplex šesti budov – vlastního zámku, sídla správce, fořtovny, obydlí pro zámecký personál, kaple a garáže s dílnou. Zámek představuje budova s trojicí křídel, které uzavírají čestný dvůr. Vedle zámku pak byl vybudován rybník.
Nedaleko zámku stojí barokní kaple sv. Terezie z Avily, v současné podobě z roku 1913, pojmenované podle španělské karmelitánky ze 16. století. V regionální literatuře a rovněž v turistických příručkách je nesprávně označována jako kaple sv. Huberta. Toto pojmenování vzniklo v normalizačních letech v souvislosti s využíváním objektu myslivci a rovněž podle postavy sv. Huberta ve vitrajli. Mylná je rovněž tradovaná informace, že socha u kaple je sv. Hubert.
V údolí pod zámkem teče říčka Skřiváň. Cestu k Šindelové pak lemuje alej památných modřínů.

## Sochy a kamenné artefakty u zámku

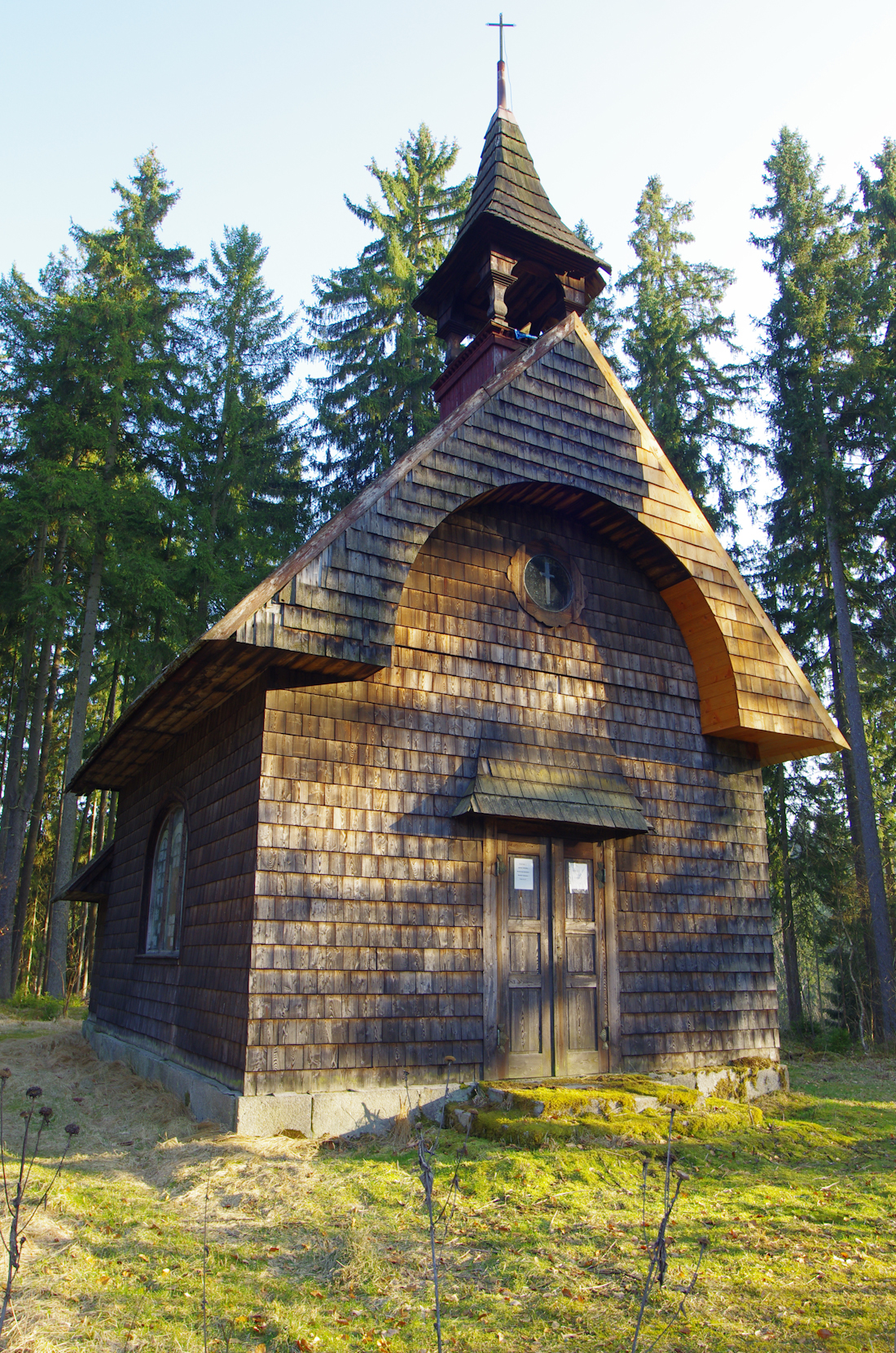
Kaple svaté Terezie z Avily

V areálu zámku se nacházejí tři alegorické sochy, dvě z nich jsou umístěny před hlavním pavilonem a zřejmě se jedná o sochu Zemědělství a sochu Průmyslu. Torzo třetí sochy Žena s dítětem, pravděpodobně alegorie mateřství, stojí na volném prostranství před zámkem. Autorem soch je Myslbekův žák a profesor sochařské školy v Hořicích Jaroslav Plichta. Není známá datace soch, ani rok jejich umístění. Sochy byly nejspíš původně určeny do jiného prostoru. Nedaleko kaple svaté Terezie z Avily stojí mohutný kamenný kříž z roku 1912, který nechal vztyčit Ervín Nostic na památku své matky, hraběnky Terezie Nosticové, rozené Thun-Hohensteinové.

## Dostupnost
K loveckému zámečku vede silnička od Šindelové, jejíž část kopíruje modrá turistická značka od Vysoké Pece a pokračující na Jindřichovice. Od Dolní Rotavy vede žlutá turistická značka. Po silničce od Šindelové přichází také cyklotrasa 2204, pokračující na Jindřichovice a od Dolní Rotavy také cyklotrasa 2045, která u zámečku končí.